# L'Avenir du Plateau central
L'Avenir du Plateau central — nommé L'Avenir du Puy-de-Dôme jusqu'en 1925 — est un quotidien régional qui parut de 1896 à 1944. Il était dans l'entre-deux-guerres, l'un des trois grands journaux de Clermont-Ferrand et de sa région, avec Le Moniteur du Puy-de-Dôme et La Montagne.

## Histoire
Ambroise Dumont, qui dirigeait en Bretagne le journal L'Océan et le Courrier du Finistère, est envoyé par deux députés de Bretagne (Albert de Mun et Maurice d'Hulst) pour fonder en Auvergne un quotidien catholique pour remplacer la moribonde Dépêche du Puy-de-Dôme.
Il paraît le 2 mars 1896 et participe, avec l'hebdomadaire La Croix d’Auvergne, au renouveau de la presse de droite dans le Puy-de-Dôme.
À la mort d'Ambroise Dumont en 1919, son épouse Louise Beaubreuil (1864-1944),, plus connue sous son nom de plume Louis d'Arvers sous lequel elle écrivait des romans sentimentaux, assure la direction du quotidien en restant fidèle à une politique conservatrice catholique.
En 1927, le quotidien affiche son soutien au Parti Républicain fédéral du Puy-de-Dôme, notamment sous l’impulsion de son rédacteur en chef Maurice Vallet, des directeurs politiques F. François-Marsal et Jacques Bardoux et du correspondant parlementaire Marcel Bastié. Farouchement anti-Front populaire, il attire progressivement les lecteurs déçus par la politique de droite modérée du Moniteur de Laval.

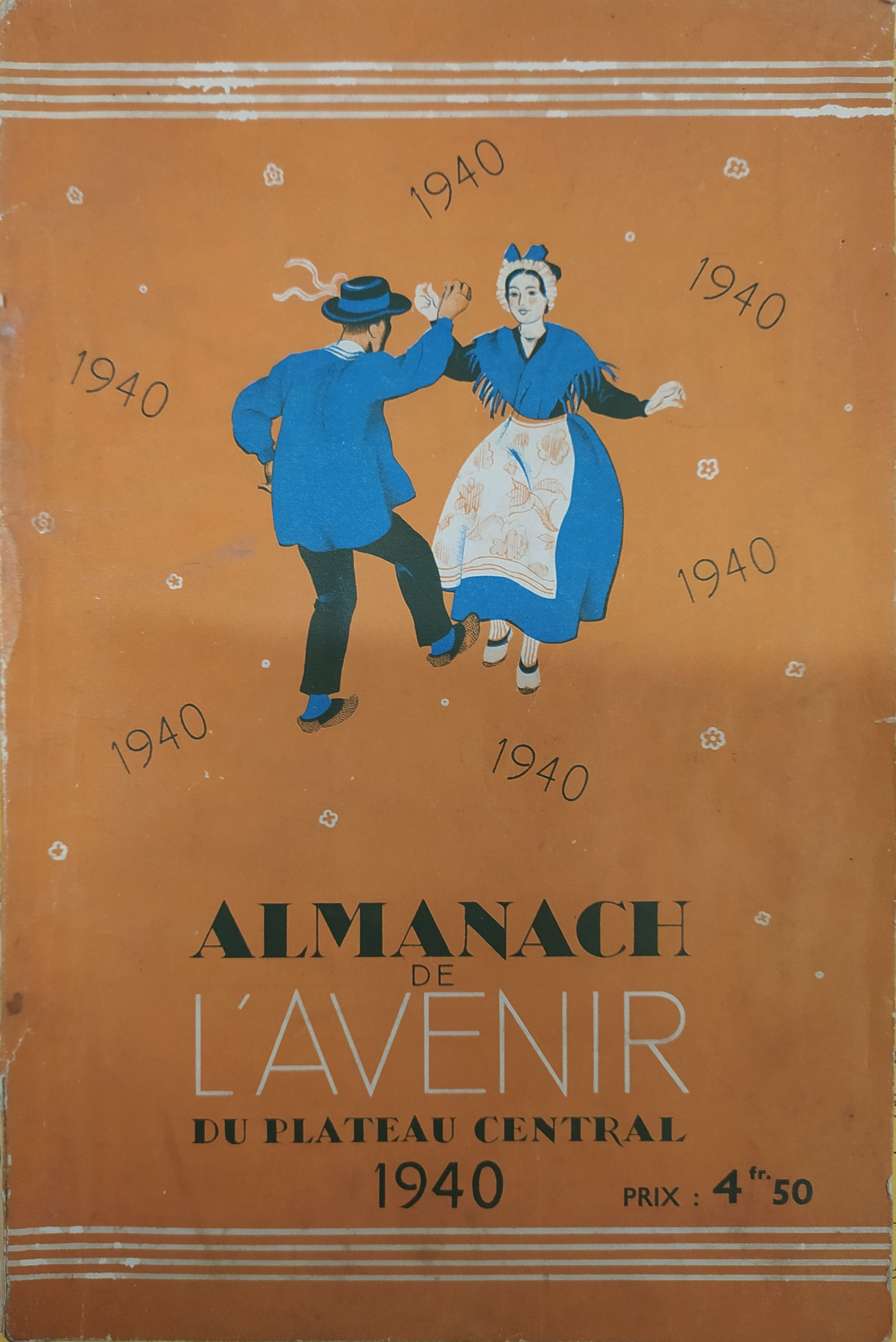
L'Almanach de l'Avenir (1940)

Après la défaite de 1940, il soutient le régime de Vichy ce qui entraina, comme pour Le Moniteur, son interdiction de parution à la Libération de Clermont-Ferrand (seul La Montagne qui avait cessé de paraitre en 1943, sera de nouveau publié).
En septembre 1944, un nouveau quotidien La Liberté s'installe dans les locaux de L'Avenir, rue du Port à Clermont-Ferrand.

## Direction du journal

### Liste des rédacteurs en chef
| Dates     | Rédaction en chef |
| --------- | ----------------- |
| 19..-19.. | Maurice Vallet    |

## Dans la culture
Le journal est mentionné dans la pièce La Jalousie de Sacha Guitry où il fait dire au personnage de Lézignan : « Je me suis embarqué dans un roman mondain, qui parait dans trois journaux de province à la fois, dans La Petite Gironde, dans L'Éclaireur de Nice et dans L'Avenir du Plateau central... ».
Puis un peu plus loin : « ...à cause de certains contrats de publicité, je suis obligé souvent de les faire différents les uns des autres. Le principal personnage de mon roman est un industriel et l'aventure se passe dans une ville d'eaux. Et bien, dans L'Avenir du Plateau central, mon industriel est fabricant de fromages et le roman se passe au Mont-Dore. Dans L'Éclaireur,  il se passe à Nice et mon industriel fait la culture d'oliviers. Dans La Petite Gironde mon bonhomme fabrique du vin, et le roman se passe à Arcachon... »
La pièce a été jouée la première fois en 1915, puis rejouée en 1930. Mais en 1915, le journal s'appelait encore L'Avenir du Puy-de-Dôme, le titre a donc été corrigé ou ajouté plus tard dans la pièce.